# سفارة البرازيل في فرنسا
سفارة البرازيل في فرنسا هي أرفع تمثيل دبلوماسي لدولة البرازيل لدى فرنسا. تقع السفارة في باريس وهي تهدف لتعزيز المصالح البرازيلية في فرنسا.

## وصلات خارجية
- الموقع الرسمي
- قائمة سفارات البرازيل
- قائمة السفارات في فرنسا